# Sonic Blast
Sonic Blast is een videospel uit de Sonic the Hedgehog-franchise. Het spel is ontwikkeld door Aspect en gepubliceerd door Sega voor de Sega Game Gear. Het spel staat bekend als G Sonic in Japan.
Het spel werd enkel in Brazilië ook uitgebracht voor de Sega Master System.
Sonic Blast werd later samen gevoegd met andere spellen in Sonic Adventure DX en Sonic Mega Collection Plus.

## Gameplay
Het spel kwam tegelijk uit met Sonic 3D, maar de twee spellen hebben niets gemeen. Sonic Blast is een side-scrolling platformspel. Het was het laatste nieuwe Sonic Spel gemaakt voor de Sega handheld, en had enkele van de meest geavanceerde eigenschappen van de spellen uit de 8-bit serie.
Er zijn twee bespeelbare personages in het spel: Sonic the Hedgehog en Knuckles the Echidna. Het doel van het spel is de vijf chaosdiamanten te vinden in levels gelijk aan die van de speciale levels uit Sonic the Hedgehog 3. Diamanten kunnen enkel worden opgespoord in het tweede level van elke zone.
Net als in Sonic Triple Trouble resulteert het oplopen van schade niet in het verlies van alle verzamelde ringen. In plaats daarvan verliest de speler 10 ringen per keer.

## Graphics
De graphics in het spel zijn gelijk aan die van Nintendo's 16-bit hit Donkey Kong Country. Dit maakt het spel een van de meest geavanceerde spellen uit de 8-bit serie.

## Platforms
| Jaar | Platform           |
| ---- | ------------------ |
| 1996 | Game Gear          |
| 1997 | SEGA Master System |
| 2012 | Nintendo 3DS       |

## Ontvangst
| Beoordeeld door     | Platform           | Datum            | Score |
| ------------------- | ------------------ | ---------------- | ----- |
| Retrogaming History | SEGA Master System | 30 oktober 2009  | 80%   |
| Defunct Games       | Game Gear          | 27 december 2008 | 40%   |